# حوادث قصف شاطئ غزة عام 2014
تشير جرائم قصف شاطئ غزة عام 2014 إلى واقعتين وقعتا خلال الحرب على غزة عام 2014 في 9 و16 يوليو. في الجريمة الأولى، قتلت الصواريخ الإسرائيلية 9 شبان عندما كانوا يتبعون إحدى مباريات مونديال كأس العالم عام 2014 في استراحة على شاطئ خان يونس. وفي الثانية، قتلت الزوارق البحرية الإسرائيلية 4 أطفال فلسطينيين أثناء لعبهم على شاطئ غزة. ووفقاً لتحقيقات إسرائيل، كان الهجوم الثاني «خطأً مأساوياً». وبعد أن أجرت بعثة تحقيق الأمم المتحدة في حرب غزة 2014، تحقيقاتها حول الهجومين وجدت مؤشرات قوية على فشل الجيش الإسرائيلي في التزاماته بتبني جميع التدابير الممكنة لتجنب أو تقليل الضرر المباشر للمدنيين.

## 9 يوليو
في يوليو 2014 مع اندلاع الأعمال العدائية بين إسرائيل والفلسطينيين بقطاع غزة، شنت إسرائيل غارات جوية على أكثر من 750 موقعا في قطاع غزة خلال 48 ساعة. وقد ضربت غارة جوية إسرائيلية مقهى على شاطئ بحر مدينة خان يونس عندما توافد المواطنين اليها لمتابعة المباراة نصف النهائي للمونديال بين الارجنتين وهولندا كجزء من مرحلة خروج المغلوب في كأس العالم 2014، والتي لم يتمكنوا من رؤيتها في خان يونس بسبب انقطاع الكهرباء. ووفقاً لأحد رجال الشرطة المحلية، وائل صبح، «ان المنطقة ليست عسكرية»، وقد كان جميع الضحايا من محبي كرة القدم، حيث أتو للمقهى لتناول وجبة الإفطار، ليتموا صيام ذلك اليوم من رمضان ومن بعدها مشاهدة اللعبة. لكن بعد نصف ساعة من بدء المباراة، في الساعة 11:30 مساءً، قامت إسرائيل بإطلاق صاروخ ادى إلى نسف سقف المقهى وحرقه. أسفر الهجوم عن مقتل تسعة مواطنين وإصابة 15 آخرين. معظمهم في العشرينات من العمر وهم: محمد خالد قنن (24 سنة)، إبراهيم قنن، شقيق محمد (25 سنة)، حمدي كامل سوالي (20 سنة)، إبراهيم ساولي (28 سنة)، سليم السوالي (23 سنة)، سليمان الأسطل (16 سنة)، أحمد الأسطل (18 سنة)، موسى الأسطل (16 سنة) ومحمد احسان فراونه (18 سنه) الذي عثر على جثته في وقت لاحق تحت الأنقاض.
وقال المتحدث باسم خدمات الطوارئ في غزة أشرف القدرة: «إسرائيل فازت 9-0». وكان تعليق أحد السكان المحليين على الحادث بمثل هذا التشبيه: «و النتيجة من هذه المباراة هنا؟ لقد فاز اليهود 9-0».

### تحقيقات الجيش الإسرائيلي
ادعت إسرائيل بانها كانت تستهدف إرهابيًا واحدا رغم عدم استطاعتها توفير ادلة او معطيات عمن كانت تستهدفه كما تدعي، ووجهت «الضربة الدقيقة» بالصاروخ على الموقع. وقال بيتر ليرنر، المتحدث باسم الجيش الإسرائيلي: «لا نحذر أي تحذير في مثل هذه العمليات». ولم ترد إسرائيل أية معلومات عن هوية الإرهابي.

### الرد على تحقيق إسرائيل
أشارت هيومن رايتس ووتش بعد تحقيق أجرته، إلى ان هذا القصف كان مثال واضح على أن إسرائيل تستهدف المنشات المدنية والمدنينن، وتنقض قوانين الحرب، وان إسرائيل لم تقدم أي دليل على أن الأشخاص الذين كانوا يشاهدون المباراة كانت لهم أنشطة إرهابية.

## 16 يوليو
بعد الساعة الرابعة من بعد الظهر، أطلقت زوارق حربية إسرائيلية قذيفتين على شاطئ البحر في ميناء مدينة غزة. فيما كان هناك أطفال ذهبوا للعب في منطقة أكثر برودة. فأصابت القذيفة الأولى مرفأ الصيادين، وكان الميناء مغلق في ذلك اليوم، بعد أن منعت إسرائيل الصيادين من الخروج إلى البحر. فهربوا الأطفال جميعاً لكنهم لم يتمكنوا من الفرار لأن القذيفة الثانية سقطت في وسطهم وأصابت 4 أولاد مباشرة وقد مزقت جثثهم على رمال الشاطئ. وقد كانت تتراوح أعمارهم بين 9 و 11 عاماً، وكانت أسماؤهم: إسماعيل محمد بكر (9 سنة)، زكريا عاهد بكر (10 سنة)، عاهد عاطف بكر (10 سنة)، محمد رامز بكر (11 سنة).
وبوقوع هذا الاستهداف وصل عدد القتلى المدنيين الفلسطينيين بيد الحيش الاسرائيلي خلال أسبوع من الأعمال العدائية إلى 213 شخصا، بينهم 43 طفلاً وفقًا لوزارة الصحة الفلسطينية، و جُرح 1600 شخصا. لكن في هذه الفترة سُقط قتيل واحد من الجيش الإسرائيلي وهو درور حنين الذي قُتِل بقذيفة هاون بالقرب من معبر إيرز.
وفي جنازة الضحايا، قال عبد الكريم بكر، عم الضحايا: "إنها مجزرة بدم بارد. ومن العار على الجيش الإسرائيلي الذي لم يشخص بانهم كانوا أطفال مع كل التكنولوجيا المتقدمة التي يزعم أنه يستخدمها.

### تحقيقات إسرائيل
انتهى التحقيق الداخلي الإسرائيلي حول الحادث بعد 11 شهراً في يونيو 2015. فبعد تحقيق شامل، شمل مقابلات مكثفة مع جنود الجيش الإسرائيلي والضباط الذين خططوا ونفذوا العملية، وتحليل العديد من الوثائق ومقاطع الفيديو، ومحاولات إجراء مقابلات مع سكان غزة الذين شهدوا الحادث، النتيجة الرسمية بررت الجيش الإسرائيلي من الذنب. وقال المتحدث العسكري الإسرائيلي بيتر ليرنر إن سلاح الجو أطلق النار على أربعة أطفال ولم يتعرف عليهم كأطفال معتقدا أنهم مسلحون في منطقة «يستخدمها حصريا متشددون». ووصف الجيش مقتل الأربعة بأنه «مأساوي» وذكر «أنهم كانوا يلعبون في منطقة عسكرية دون مبرر واضح».

### رد لجنة الأمم المتحدة
لجنة الأمم المتحدة المستقلة للتحقيق بشأن النزاع في غزة في عام 2014 بعد مراجعة الأدلة من وثائق الجيش الإسرائيلي وتحليل التقارير الميدانية خلصت إلى أن إسرائيل لم تتخذ الاحتياطات المناسبة المنصوص عليها في قواعد حماية المدنيين في النزاع.
لأن في هذه الحادثة كانوا الأطفال قصيرين القامة، وان أي من جنود الجيش الإسرائيلي لم يكن في معرض الخطر ولم يكن هناك غزو بري، كما لم يتعرض أي شخص آخر لخطر وشيك، ولهذا لا داعي هناك لشن الهجوم.
كما كان يجب على الجيش الإسرائيلي اتخاذ تدابير أكثر شمولاً لتتاكد من ان المستهدفين هم من المسلحين أم لا. وأخيراً، ان المنطقة المستهدفة كانت تقع وسط المدينة التي يسكنها نصف مليون نسمة، وهي بين شاطئ عام ومنطقة الصيادين، وبالقرب من الفنادق الدولية المقيمين فيها الصحفيين، فهناك لا يستبعد احتمال وجود المدنيين في المنطقة. وقد ضربت إسرائيل الأهداف من دون الاهتمام بوضع المدنيين. كما يبدوا التحقيق الداخلي للجيش الإسرائيلي لم يقابل العديد من الأشخاص الذين كانوا يشهدون على الحادث مباشرة.